# Григорович-Барский, Константин Петрович
Константи́н Петро́вич Григоро́вич-Ба́рский (27 августа 1870 — 26 октября 1929) — русский общественный деятель и политик, член IV Государственной думы от Киевской губернии.

## Биография
Сын потомственного почетного гражданина, владельца типографии и магазина Петра Александровича Григоровича-Барского и Александры Федоровны (дочери осташковского купца Федора Михайловича Антонова), потомок знаменитого киевского архитектора Ивана Григорьевича Григоровича-Барского. Землевладелец Радомысльского уезда (210 десятин), домовладелец (два дома и типография в Киеве).
Воспитывался в Киевской 1-й гимназии, однако курса не окончил. Воинскую повинность отбывал вольноопределяющимся в 12-м уланском Белгородском полку, вышел в запас унтер-офицером.
В 1890—1902 годах занимался торговыми делами. В 1897 поступил на службу в Киевскую контрольную палату, в 1902—1904 годах состоял членом Киевского губернского по крестьянским делам присутствия.
В 1905 году перешёл в Киевскую губернскую управу, где служил младшим, затем старшим чиновником особых поручений при Киевском губернаторе. Одновременно состоял почетным членом Киевского губернского попечительства детских приютов (с 1908) и директором Мариинского детского приюта. В 1909 году был причислен к Министерству внутренних дел. Из наград имел орден св. Станислава 3-й степени (1904). Избирался председателем Радомысльской уездной земской управы (1911), почетным мировым судьей. Был действительным членом Киевского клуба русских националистов. В 1912 г. был председателем Киевского вольного пожарного общества, старшиной Киевского русского купеческого собрания.
В 1912 году был избран членом Государственной думы от Киевской губернии. Входил во фракцию русских националистов и умеренно-правых (ФНУП), после её раскола в августе 1915 — в группу сторонников П. Н. Балашова. Состоял членом финансовой, по местному самоуправлению, о путях сообщения комиссий.
В 1913 г. К. П. Григорович-Барский был признан в потомственном дворянстве с присвоением герба. «Высочайшим повелением, последовавшим в 6 день Сентября 1913 года, согласно определению Правительствующего Сената, по Департаменту Герольдии, от 14 Марта/22 Мая 1913 года, признан в потомственном Дворянстве, с правом на внесение в шестую часть Дворянской родословной книги, Коллежский асессор Константин Петров Григорович-Барский, по происхождению его от Самуила Бартошевича-Григоровича, состоявшего с 1663 по 1669 год в должности коморника Трокского воеводства, сын которого Иван Самуилов Григорович владел, на праве вотчинном, недвижимым населенным крестьянами имением Висмонтовичи, в Слонимском повете, унаследованном от названного отца его.
Определением Правительствующего Сената, по Департаменту Герольдии, состоявшимся 19 Декабря 1913 года, причислены к сему роду: жена вышеупомянутого Константина Петрова Григоровича-Барского — Елена Иосифова, урожденная Гимер, и сыновья их: 1) Петр Константинов, с женою Наталиею Борисовою, урожденною Кашкаровой, и сыном их Константином Петровым, и 2) Иосиф Константинов Григоровичи-Барские»[источник?].
Происхождение от Самуила Бартошевича-Григоровича в обосновании указано ошибочно. Бартошевичи-Григоровичи никак не связаны с родом Григоровичей-Барских, чье происхождение от воина Григоровича герба Любич было подтверждено в 1785 г. Градским Житомирским судом Киевского воеводства и Киевским Дворянским Собранием.
В годы Первой мировой войны состоял уполномоченным Красного Креста по Радомысльскому уезду, председателем Радомысльского уездного комитета Всероссийского земского союза, а также уполномоченным от Киевского губернского земства в Юго-Западном областном земском комитете оказания помощи раненым и больным воинам. После Февральской революции был представителем Юго-Западного областного Земгора в Киевском губернском исполнительном комитете Совета объединённых общественных организаций.
Участвовал в Белом движении в составе ВСЮР, в январе 1920 года эвакуировался из Новороссийска на корабле «Ганновер». В эмиграции в Югославии. Жил в Белграде, состоял в Монархическом объединении. Умер в 1929 году.

## Семья
Жена — Гимер, Елена Иосифовна (1871—1959).
Сыновья:
- Петр (1891—1965), выпускник Николаевского кавалерийского училища, корнет 17-го Черниговского гусарского полка, участник Белого движения. В эмиграции в США[4].
- Иосиф (1893—1959).В эмиграции в США. Артиллерийский офицер, участвовал в I Мировой войне и Белом движении. Преподавал русский язык в университете штата Колорадо.